# REATMO
REATMO（リトモ）は、日本人ヒューマン・ビートボクサー、作曲家、音楽プロデューサー、選曲家。

## 概要
人間の口とマイクによる一般的なヒューマン・ビートボックスの演奏のみならず、DAWやループステーション、MIDIコントローラーなどを駆使して「自らの声とビートボックスで楽曲を生み出し、演奏する」スタイルのパイオニア。演奏活動と並行して、作曲家・音楽プロデューサーとしても活動。主たるDAWとしてAbleton Liveを使用。
パリファッションウィーク（いわゆるパリコレ）での演奏、米国の大型フェスSXSWへの単独出演と全米ツアー、世界30カ国に及ぶライヴツアー経験、Maroon 5やLinkin Parkが演奏を絶賛するなど、ヒューマン・ビートボクサーとしては他に類を見ない活動経歴を持つ。
TBS系列（一部系列局を除く）のTV番組「サンデージャポン」出演の際には、「進化型ヒューマン・ビートボクサー」と紹介され、しばしばREATMO本人も公にその肩書を引用している。

## 来歴
15歳より演奏活動をスタート、いくつかのステージネームを経て、2013年より「REATMO」を名乗り活動。
2014年、米国のロックバンドMaroon 5のメンバーJesse CarmichaelにInstagramを経由して見出され、Jesse、Maroon 5の公式SNSアカウントそれぞれでパフォーマンスを称賛される。Maroon 5をデビュー当時から愛聴していたREATMOはJesseからの思わぬ連絡に驚き、現在に至るまでの親交を持つようになった。Maroon 5の2014年の来日ではバンドと行動を共にし、以後Maroon 5が来日する度に友人、音楽家として親交を深めている。
同年2014年、六本木のライブハウス新世界にて主催イベント「FADER」を隔月開催。ヒップホップMCのShing02（シンゴ・ツー）とは、同イベントにShing02が出演したことで親交が始まり、その後ライブや楽曲制作などで数多くコラボを重ねている。
2015年1月、フランス・パリで開催された日本人ファッションデザイナーミハラヤスヒロのFW15コレクションのファッションショーに出演。ライブ演奏でランウェイの音楽を奏でた。
同年2015年、SXSWでのPerfumeによるパフォーマンスをネット視聴、SXSW出演に興味を持つ。優勝者がSony Musicの完全バックアップのもとSXSWと全米ツアーを行うことができる「グランプリ、いきなり米国フェス出演オーディション」をSNSで見かけ、参加。応募総数1850組からオーディション優勝を勝ち取り、2016年開催のSXSWへの出演と全米ツアーを実現させた。
2016年、SXSWへの出演を皮切りに、全米各都市でのライブツアー敢行。帰国まもなく、国際交流基金の招聘により、日本人ダンスユニットHilty & Boschとともにブラジル・サンパウロでライブツアーを行った。これがきっかけとなり、後年REATMO単身で複数回にわたってブラジルツアーを重ねることとなる。また、同年よりは中国ツアーも定期開催するようになり、年間で10都市以上ライブを行った。
2017年、日本版SXSWともいえるコンセプトで始まったJ-WAVE主催のイベント「Innovation World Festa」に出演。同じく出演していた蛯名健一（EBIKEN）、白Aのメンバーと出会う。同年夏期には、中国・上海で初開催された日本発のフェスSUMMER SONICに出演。
2018年、再び国際交流基金の招聘により、REATMO単独としては初のブラジルツアーを開催。同年には、Shing02とREATMOの2組による中国3都市におけるライブツアーが行われた。
2022年8月〜9月、ブラジル4都市でのツアーを敢行。大きな盛り上がりを見せたライブの模様は、ポルトガル語圏最大の日系・アジア系情報新聞「Jornal Nippon Já」の一面を飾った。
同年2022年より、日本初のプロダンスリーグ「Dリーグ」の出場チームavex ROYALBRATSのパフォーマンス楽曲の制作・提供を開始。兼ねてより数々のダンスイベントへのゲストライブ出演、Hilty & Boschとコラボを重ねていたことでダンス界との接点が濃くなっており、近年ではダンスパフォーマンス用の楽曲制作が増えている。
尚、avex ROYALBRATSはREATMO制作の楽曲を使った試合では無敗が続いており（2022-2023シーズン終了時点）、チームメンバーや関係者の間でREATMOは「勝男」（かつお）の異名で呼ばれている。

## 人物
神奈川県・逗子市生まれ。出生後すぐの幼少期から高校卒業までを長野県で過ごす。幼少期から声帯模写を好んで行う子供であったが、十代半ばに姉が主催したアカペラサークルのコンサートでボイスパーカッションを見たことで自らも習得を志すようになり、独学で練習に励むようになる。
当初はアカペラグループを結成して自らボイスパーカッションを担当することを望んでいたが、通っていた中学校・高校では仲間が見つからず、一人で演奏できるヒューマン・ビートボックスに傾倒していった。Rockapella（ロッカペラ）、The House Jacksといった米国のアカペラグループのアルバム、The RootsのビートボクサーRahzel（ラゼール）の1stアルバム「Make The Music 2000」を愛聴、その中で聞くことができるビートボックスの技術を耳コピすることでビートボックスの腕を磨いていった。
母親が桐朋学園大学ピアノ科出身のクラシックピアノ奏者であった影響で、物心つく前から音楽に親しんでいた。そのため音楽の演奏や作曲にも興味を示し、ビートボックスの練習と並行してDAWを使っての音楽制作も独学で行うようになる。
高校卒業後に米国・マサチューセッツ州ボストンに語学留学、その期間中に現地でのビートボックスバトルに参加、優勝を果たす。この事が、それまで趣味として嗜んでいたビートボックスを、よりプロフェッショナルな領域で続けていくきっかけとなる。
帰国後、日本におけるビートボックスの先駆者AFRA（アフラ）と出会う。ビートボクサーとしてもさることながら、その人間性とフットワーク軽い活動哲学に感銘を受け、プロフェッショナルとしての手本とするようになる。
剣道有段者。学生時代の部活動はテニス部。欧州サッカー観戦をこよなく愛好し、十代〜二十代前半ではバックパッカー旅行でスペインまで試合観戦に赴いていた。好きな選手は元スペイン代表のラウール・ゴンサレス。
幼稚園、小学生のころの将来の夢は「ルパン三世になること」。今でも、自分の中に迷いやブレが生まれたときはルパン三世を観て原点に戻ると語っている。十代からの憧れのアーティストはJustin Timberlake（ジャスティン・ティンバーレイク）、Pharrell（ファレル・ウィリアムス）。

## ディスコグラフィ

### アルバム
| 発売日        | タイトル        | 備考                    |
| ------------- | --------------- | ----------------------- |
| 2021年6月21日 | MIAKASHI -燈明- |                         |
| 2023年2月16日 | Ellie           | REATMO初のLo-Fiアルバム |

### シングル
| 発売日        | タイトル                    | 備考                                                                                 |
| ------------- | --------------------------- | ------------------------------------------------------------------------------------ |
| 2023年3月24日 | Agua (feat. Gian)           | 水中写真家・二木あいの写真をモチーフに生まれた楽曲。ジャケットに二木あいの写真を使用 |
| 2023年4月24日 | Signal Fire (feat. Shing02) | NFTとして先行リリースされていた楽曲が配信リリース                                    |

### 他アーティストのプロデュース（アルバム）
| 発売日       | アーティスト名    | タイトル                  | 備考                                       |
| ------------ | ----------------- | ------------------------- | ------------------------------------------ |
| 2023年3月9日 | YOU HILTY & BOSCH | LUCKY DUDE (feat. REATMO) | 全曲の作詞作曲制作、ミックス、マスタリング |

### 他アーティストのプロデュース（シングル）
| 発売日        | アーティスト名    | タイトル                         | 備考                       |
| ------------- | ----------------- | -------------------------------- | -------------------------- |
| 2021年5月30日 | 谷村奈南          | The Power Of Unity               | 楽曲アレンジ、トラック制作 |
| 2022年5月28日 | YOU HILTY & BOSCH | How You Feel? (feat. REATMO)     |                            |
| 2021年9月1日  | YOU HILTY & BOSCH | GOOD GAME (feat. REATMO)         |                            |
| 2021年12月5日 | YOU HILTY & BOSCH | FUNKY & NEW WORLD (feat. REATMO) |                            |

### ダンスパフォーマンス用の楽曲提供
| 発売日        | アーティスト名  | タイトル                |
| ------------- | --------------- | ----------------------- |
| 2022年4月6日  | avex ROYALBRATS | ODEMUKAE (feat. REATMO) |
| 2022年5月18日 | avex ROYALBRATS | Whistle!                |
| 2022年6月5日  | avex ROYALBRATS | Tailored (feat. REATMO) |
| 2022年10月2日 | avex ROYALBRATS | Onstage (feat. REATMO)  |
| 2023年4月6日  | avex ROYALBRATS | Breathe (feat. REATMO)  |

### 配信限定シングル
| 発売日        | タイトル                          |
| ------------- | --------------------------------- |
| 2020年4月25日 | VIRTUOSO / BAKU, Shing02 & REATMO |

### テレビ番組への楽曲提供
| タイトル           | 備考                                                     |
| ------------------ | -------------------------------------------------------- |
| 紺田照の合法レシピ | エンディングテーマ曲の制作。2018年、Amazon Primeにて配信 |

## 主なメディア出演
報道番組
・news zero（2016年6月16日、日本テレビ）
バラエティ番組
・サンデージャポン（2015年12月20日、TBS）
・ひるキュン!（2017年8月8日、TOKYO MX）
・ABChanZOO（2021年4月24日、テレビ東京）
配信番組
・だんすたっ！（2015年12月7日 - 2015年12月28日、テレ朝動画）